# Scopula subperlaria
Scopula subperlaria är en fjärilsart som beskrevs av W. Warren 1897. Scopula subperlaria ingår i släktet Scopula och familjen mätare. Inga underarter finns listade.